# Industria del anime

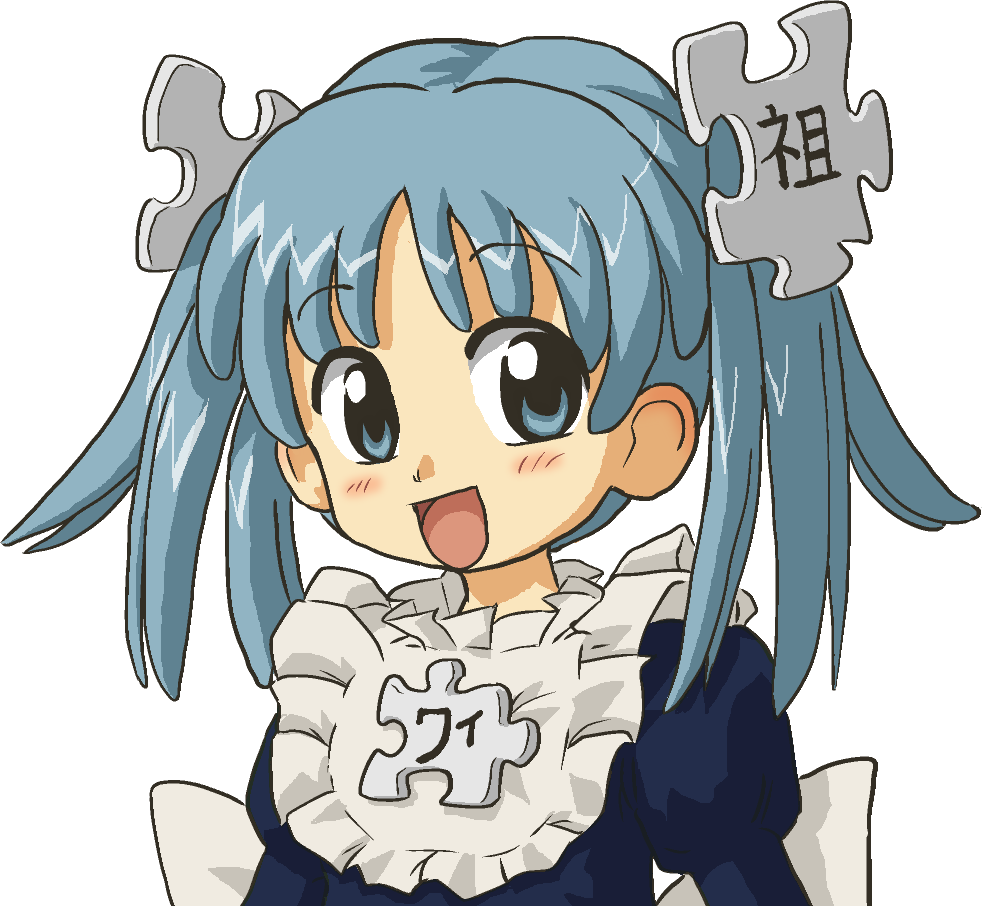
Imagen de Wikipe-tan, personaje que contiene estereotipos de un dibujo estilo de manga y anime.

La industria del anime o industria de la animación japonesa son las producciones animadas japonesas que ofrecen animación dibujada a mano o computadora. La palabra es la pronunciación abreviada de "animación" en japonés, donde este término hace referencia a toda la animación. En otros idiomas, el término se define como la animación de Japón o como un estilo de animación japonesa diseminada a menudo caracterizado por coloridos gráficos, personajes vibrantes y temas fantásticos. Podría decirse que el enfoque de estilización al significado puede abrir la posibilidad de anime producido en países distintos de Japón. Para simplificar, muchos occidentales ven estrictamente al anime como un producto de animación de Japón.
La animación japonesa comercial más temprana data desde 1917, y la producción de obras de anime en Japón desde entonces ha seguido aumentando de manera constante. El estilo característico del arte animado surgió en la década de 1960 con las obras de Osamu Tezuka y se extendió a nivel internacional a finales del siglo XX, desarrollando una audiencia nacional e internacional de gran tamaño. El anime es distribuido en cines, por las emisiones de televisión, directamente a los medios de comunicación en casa y a través de internet, y se clasifica en numerosos géneros dirigidos a diversas audiencias generales y especializadas.
El anime es una forma de arte diverso, con métodos de producción distintivos y técnicas que se han adaptado a lo largo del tiempo en respuesta a las tecnologías emergentes. La producción del anime se centra menos en la animación de movimiento y más en el realismo de los ajustes, así como el uso de efectos de cámara, incluyendo paneo, zoom y tomas de ángulo. Diversos estilos de arte son utilizados y las proporciones de los personajes y características pueden ser muy variadas, incluyendo característicamente grandes ojos emotivos o de tamaño realista.
La industria del anime consta de más de 500 estudios de producción incluyendo grandes nombres como Studio Ghibli, Gainax y Toei Animation. A pesar de tener una fracción del mercado de cine doméstico, el anime alcanza la mayoría de las ventas de DVD y ha sido un éxito internacional después de la subida de doblajes televisados en inglés. Este aumento popularmente internacional ha dado lugar a producciones no japonesas utilizando el estilo de arte animado, pero estas obras se han definido como anime-influenciado de la animación por los fanáticos y la industria. La industria del anime ha crecido significativamente en los últimos años, especialmente fuera de Japón. Se ha propagado rápidamente por todo el mundo resultando en un aumento en la concesión de licencias de varias series, películas y OVAs aumentando con frecuencia a través de múltiples regiones. Animax es reconocido como el más grande y la única red de anime de 24 horas en el mundo, difunde sus programas de anime en todo Japón, Taiwán, Hong Kong, el sudeste de Asia, el subcontinente indio, América Latina, Europa y Corea del Sur.

## La decadencia de la industria

### Programas de televisión
| Año de producción | Cantidad producida | Fuente |
| ----------------- | ------------------ | ------ |
| 2000              | 124                | [ 7 ]  |
| 2006              | 306                | [ 7 ]  |
| 2008              | 288                | [ 7 ]  |

### Vídeos domésticos
| Año de producción | Valor de ventas                               | Fuente |
| ----------------- | --------------------------------------------- | ------ |
| 2005              | 97.1 billones de yenes                        | [ 7 ]  |
| 2006              | 95 billones de yenes                          | [ 7 ]  |
| 2007              | 89.4 billones de yenes                        | [ 7 ]  |
| 2008              | 77.9 billones de yenes                        | [ 7 ]  |
| 2011              | 19.6 billones de yenes 17.1 billones de yenes | [ 8 ]  |
| 2012              | 61.062 billones de yenes                      | [ 9 ]  |
| 2013              | 78.99 billones de yenes                       | [ 9 ]  |

## Licencias
El anime tiene que ser autorizado por empresas de otros países con el fin de ser liberado legalmente. Mientras el anime ha sido licenciado por sus propietarios japoneses para su uso fuera de Japón por lo menos desde la década de 1960, la práctica se consolidó en los Estados Unidos a finales de 1970 y a principios de 1980, cuando dicha serie de televisión como Gatchaman y Capitán Harlock tenían licencia de sus empresas matrices japonesas para su distribución en el mercado estadounidense, a menudo era con cambios bastante drásticos en los conceptos e historias originales. La tendencia hacia la distribución del anime en América continuó en la década de 1980 con la concesión de licencias de títulos como Voltron y la "creación" de nuevas series como Robotech a través del uso de material de origen de varias series originales.
A principios de 1990, varias empresas comenzaron a experimentar con la concesión de licencias de menos material orientado a los niños. Algunos, como A.D. Vision, y el Central Park Media y sus imprentas, lograron éxito comercial bastante considerable y pasaron a convertirse en los principales actores del ahora muy lucrativo mercado animado americano. Otros, como AnimEigo, lograron un éxito limitado. Muchas empresas creadas directamente por las empresas matrices japonesas no lo hicieron así, la mayoría liberaban solo uno o dos títulos antes de completar sus operaciones estadounidenses.
Las licencias son caras, a menudo cientos de miles de dólares por una serie y decenas de miles para una película. Los precios varían mucho; por ejemplo, Jinki: Extend costo solo $91.000 para licenciarla mientras Kurau Phantom Memory costó $960.000. Los derechos de transmisión por internet de emisión simultánea pueden ser menos costosos, con precios alrededor de $1.000-$2.000 por un episodio.

## La decadencia de la industria del anime
Un reciente estudio, que proviene de la Asociación de Creadores de Animación de Japón, arroja datos preocupantes. En su encuesta anual sobre las condiciones laborales, se ha preguntado a más de 400 animadores sobre su salud física y mental, un hecho que sirve para tomarle el pulso a la industria y saber cómo están las cosas en los principales estudios y productoras japonesas. Lamentablemente, los resultados no fueron nada optimistas, y demuestran un empobrecimiento de las condiciones laborales en el sector, así como del delicado estado de salud de los profesionales, la encuesta encontró que el 66 % de los profesionales dijeron que sufrían fatiga física y al menos el 68 % admitió sentirse fatigado mentalmente. La encuesta continuó preguntando a los animadores si habían sufrido recientemente depresión o enfermedad emocional, y un preocupante 17% dijo que había experimentado problemas mentales relacionados con sus condiciones laborales o a consecuencias de las mismas. En otras palabras: han sufrido o están sufriendo depresión por su situación actual. Recientemente, empresas como MAPPA Studios han sido criticadas de forma pública, con numerosos empleados hablando en contra de sus condiciones.

## Emisión de programas de anime en Japón
| Año  | Programas nuevos añadidos | Programas antiguos | Fuente |
| ---- | ------------------------- | ------------------ | ------ |
| 2010 | 139                       | 61                 | [ 13 ] |
| 2011 | 164                       | 56                 | [ 13 ] |
| 2012 | 159                       | 63                 | [ 13 ] |
| 2013 | 193                       | 78                 | [ 13 ] |
| 2014 | 232                       | 90                 | [ 13 ] |
| 2015 | 233                       | 108                | [ 13 ] |
| 2016 | 271                       | 90                 | [ 13 ] |
| 2017 | 239                       | 113                | [ 13 ] |
| 2018 | 254                       | 96                 | [ 13 ] |
| 2019 | 196                       | 118                | [ 13 ] |

## Para leer más
1. Morisawa, T. (19 de agosto de 2014). «Managing the unmanageable: Emotional labour and creative hierarchy in the Japanese animation industry». Ethnography (en inglés). doi:10.1177/1466138114547624.
2. Ristola, Jacqueline (2017), «Blood, Sweat, Ink, and Tears: Exploitation of Labour in the Japanese Animation Industry»,  en Thomas, Mark P.; House, Jordan; March, Loren, eds., Symposium Proceedings: GLRC Graduate Student Symposium 2016 (en inglés), Toronto: Global Labour Research Centre, York University, doi:10.17613/M6481H, consultado el 17 de junio de 2025.